# Международный центр лечения глазных болезней
Международный центр лечения глазных болезней — один из крупнейших центров в Центральной Азии, расположенный в Ашхабаде.
В настоящее время центр является клинической базой Научно-клинического центра глазных болезней имени Сары Каранова.

## История
Решение о постройке центра было принято в 2009 году. Проект разработан специалистами компании «Чалык холдинг».
Строительство осуществила турецкая компания «Гап Иншаат». Стоимость здания 56 миллионов долларов США. Оснащение центра было поручено компании Hospitalia International Карла Вейланда.
Открытие центра состоялось 21 июля 2011 года, при участии высшего руководства страны, и было приурочено ко Дню работников здравоохранения и медицинской промышленности и 16-летию государственной программы «Здоровье»

## Структура центра
Клиника состоит из двух корпусов, объединенных пешеходной галереей.
В первом шестиэтажном корпусе располагаются диагностические и лечебные отделения. Во втором корпусе – экспериментальная база для научных исследований в области актуальных проблем современной офтальмологии.
В центре могут проводиться одновременно 12 глазных операций, для которых применяются все известные виды лазеров.
Центр также располагает ветлабораторией с виварием, аналог которой существует только в МНТК «Микрохирургия глаза».
Специалисты клиники проходят специальную подготовку в ведущих медицинских центрах Европы.